# 야닉 반도프스키
야닉 반도프스키(독일어: Jannik Bandowski, 1994년 3월 30일 ~ )는 독일의 축구 선수로 포지션은 왼쪽 수비와 미드필더이다. 현재 그라이프스발터 FC에서 활약하고 있다.